# Cuterebra
Cuterebra  (лат.) — род американских подкожных оводов, паразитирующих на грызунах и им подобных животных.

## Этимология
Название рода Cuterebra представляет собой смесь латинских слов cutis (кожа) и terebra (сверло) с очевидным сокращением ожидаемого Cutiterebra до Cuterebra.

## Биология

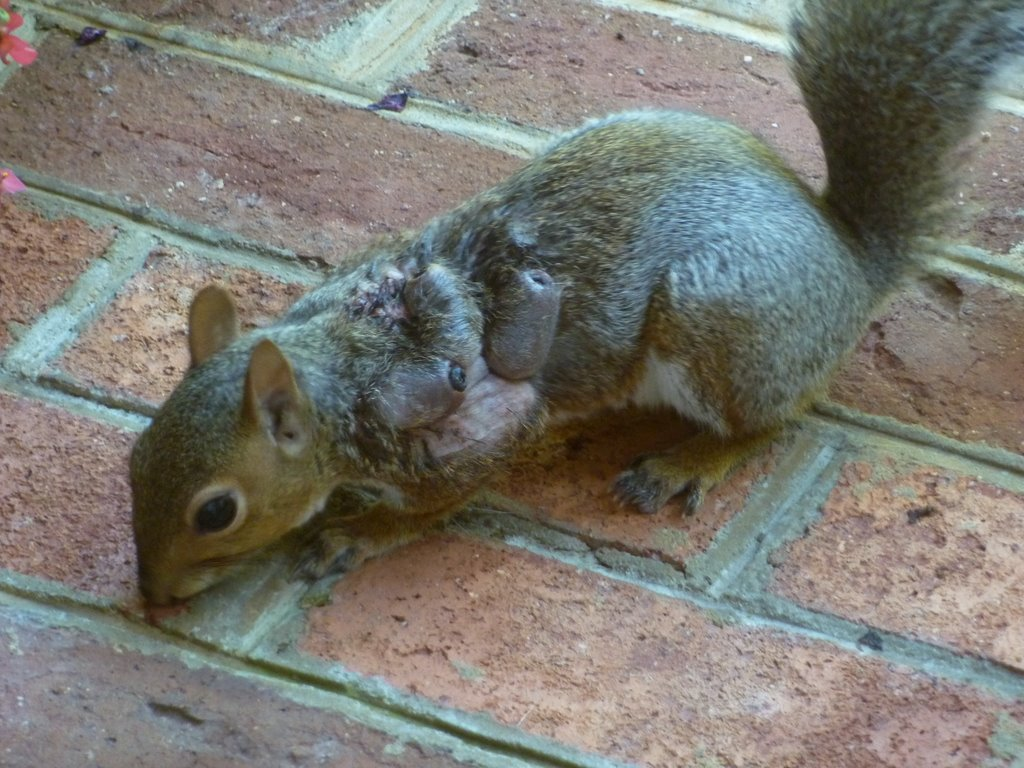
Американская серая белка с паразитирующими на ней личинками овода рода Cuterebra

Хозяевами рода Cuterebra являются опоссумы, мышеобразые и белкообразные грызуны, а также зайцеобразные родов Ochotona, Lepus and Sylvilagus. Личинки Cuterebra baeri поражают обезьян-ревунов. Известны случаи паразитизма Cuterebra на человеке, однако развитие личинок останавливается на поздних стадиях.  Яйца откладываются Cuterebra в местах обитания хозяев. При нормальных условиях личинки рода Cuterebra из яиц появляются через 7—10 дней. Однако при неблагоприятных условиях развитие яйца замедляется. У некоторых видов они сохраняют жизнеспособность в течение 6—10 месяцев. Стимулом к вылуплению яиц служит увеличение температуры от тела хозяина. Личинки Cuterebra некоторое время мигрируют под кожей. Продолжительность развития личинок составляет от 19 (Cuterebra fontinella) до 72 дней (Cuterebra rufricrus). Имаго выходят обычно в утренние часы. Соотношение полов вылетевших мух обычно 1:1, но для вида Cuterebra approximata отмечено преобладание самцов над самками в отношении 2:1. Для самцов отмечено образование скоплений и территориальное поведение. Самки Cuterebra откладывают яйца кучками по 5—15 штук и способна совокупно отложить от 1000 до 3000 яиц. Плодовитость Dermatobia hominis — от 800 до 1000. Яйца развиваются 4—9 дней. Продолжительность жизни самок Cuterebra jellisoni 10 дней, у самцов — 5 дней.

## Виды
В род Cuterebra включают следующие 78 видов:
- Cuterebra abdominalis Swenk, 1905 i c g b
- Cuterebra albata Sabrosky, 1986 i c g
- Cuterebra albipilosa Sabrosky, 1986 i c g b
- Cuterebra almeidai (Guimaraes & Carrera, 1941) c g
- Cuterebra americana (Fabricius, 1775) i c g b — паразит лесных хомяков (Neotoma)
- Cuterebra apicalis Guérin-Méneville, 1835 c g
- Cuterebra approximata Walker, 1866 i c g b
- Cuterebra arizonae Sabrosky, 1986 i c g b
- Cuterebra atrox Clark i c g b
- Cuterebra austeni Sabrosky, 1986 i c g b
- Cuterebra baeri Shannon & Greene, 1926 c g — паразит обезьян-ревунов[4]
- Cuterebra bajensis Sabrosky, 1986 i c g b
- Cuterebra buccata (Fabricius, 1776) i c g b — паразит Sylvilagus floridanus etc
- Cuterebra bureni Dalmat, 1942 c g
- Cuterebra cayennensis Macquart, 1843 c g
- Cuterebra clarki Sabrosky, 1986 i c g
- Cuterebra cochisei Sabrosky, 1986 i c g b
- Cuterebra cometes Shannon & Ponte, 1926
- Cuterebra conflans Bau, 1929
- Cuterebra cuniculi (Clark, 1797) i c g b
- Cuterebra dasypoda Brauer, 1896 c g
- Cuterebra detrudator Clark, 1848 c g
- Cuterebra dorsalis Bau, 1929
- Cuterebra emasculator Fitch, 1856 i c g b — паразит Sciurus carolinensis, S. niger, Tamias striatus, Tamiasciurus hudsonicus, Glaucomys sp.[6]
- Cuterebra enderleini Bau, 1929 i c g
- Cuterebra ephippium Latreille, 1818 c g
- Cuterebra fasciata Swenk, 1905 i c g
- Cuterebra fassleri Guimaraes, 1984 c g
- Cuterebra flaviventris (Bau, 1931) c g
- Cuterebra fontinella Clark, 1827 i c g b — паразит Peromyscus leucopus, P. gossypinus, P. maniculatus, Ochrotomys nuttalli, Heteromys irroratus.
- Cuterebra funebris (Austen, 1895) c g
- Cuterebra gilvopilosa Bau, 1932 c g
- Cuterebra grandis (Guérin-Méneville, 1844) c g
- Cuterebra grisea Coquillett, 1904 i c g
- Cuterebra histrio Coquillett, 1902 c g
- Cuterebra indistincta Sabrosky, 1986 i c g
- Cuterebra infulata Lutz, 1917 c g
- Cuterebra jellisoni Curran, 1942 i c g b
- Cuterebra latifrons Coquillett, 1898 i c g b
- Cuterebra lepida Austen, 1933
- Cuterebra lepivora Coquillett, 1898 i c g b
- Cuterebra lepusculi Townsend, 1897 i c g b — паразит американских кроликов (Sylvilagus)
- Cuterebra lopesi Guimaraes, 1990 c g
- Cuterebra lutzi Bau, 1930 c g
- Cuterebra maculosa Knab, 1914 c g
- Cuterebra megastoma Brauer, 1863 c g
- Cuterebra mirabilis Sabrosky, 1986 i c g b
- Cuterebra neomexicana Sabrosky, 1986 i c g b
- Cuterebra nigricans Lutz, 1917
- Cuterebra obscuriventris Sabrosky, 1986 i c g
- Cuterebra ornata Bau, 1928 c g
- Cuterebra patagona Guérin-Méneville, 1844 c g
- Cuterebra pessoai Guimaraes & Carrera, 1941 c g
- Cuterebra polita Coquillett, 1898 i c g b
- Cuterebra postica Sabrosky, 1986 c g
- Cuterebra praegrandis Austen, 1933 c g
- Cuterebra princeps (Austen, 1895) i c g
- Cuterebra pulchra Bau, 1930
- Cuterebra pusilla Bau, 1931
- Cuterebra pygmae Bau, 1931
- Cuterebra rubiginosa Bau, 1931
- Cuterebra ruficrus (Austen, 1933) i c g b
- Cuterebra rufiventris Macquart, 1843 c g
- Cuterebra sabroskyi Guimaraes, 1984 c g
- Cuterebra sarcophagoides Lutz, 1917
- Cuterebra schmalzi Lutz, 1917
- Cuterebra semiatra (Wiedemann, 1830) c g
- Cuterebra semilutea Bau, 1929 c g
- Cuterebra simulans Austen, 1933 c g — паразит представителя рода изящных опоссумов Gracilinanus microtarsus[2]
- Cuterebra sterilator Lugger, 1897 i c g
- Cuterebra sternopleuralis Sabrosky, 1986 i c g
- Cuterebra sternpleuralis Sabrosky, 1986
- Cuterebra tenebriformis Sabrosky, 1986 i c g
- Cuterebra tenebrosa Coquillett, 1898 i c g b
- Cuterebra terrisona Walker, 1849 c g
- Cuterebra townsendi (Fonseca, 1941) c g
- Cuterebra trigonophora Brauer, 1863 c g
- Cuterebra worontzowi Guimaraes & Carrera, 1941

Data sources: i = ITIS, c = Catalogue of Life, g = GBIF, b = Bugguide.net

## Внешние ссылки
- Cuterebra/ // Encyclopedia of Life